# مکس مارتینی
ماکسیمیلیان کارلو مارتینی (به انگلیسی: Maximilian Carlo Martini) (زاده ۱۱ دسامبر ۱۹۶۹) بازیگر، نویسنده و کارگردان آمریکایی است که بیشتر برای بازی در نقش سرجوخه فرد هندرسون در فیلم نجات سرباز رایان، سید وجو در تازش بزرگ، هرک هانسن در حاشیه اقیانوس آرام، مارک «از» در ۱۳ ساعت: سربازان مخفی بنغازی شناخته‌می‌شود. او در مجموعه‌های تلویزیونی یگان و پاکسازی نیز به ایفای نقش پرداخته‌است.

## فیلم‌شناسی
- تماس (۱۹۹۷)
- نجات سرباز رایان (۱۹۹۸)
- سیمان (۱۹۹۹)
- تازش بزرگ (۲۰۰۵)
- کمربند قرمز (۲۰۰۸)
- کلمبیانا (۲۰۱۱)
- حاشیه اقیانوس آرام (۲۰۱۳)
- کاپیتان فیلیپس (۲۰۱۳)
- سابوتاژ (۲۰۱۴)
- پنجاه طیف خاکستری (۲۰۱۵)
- شبح‌وار (۲۰۱۶)
- ۱۳ ساعت: سربازان مخفی بنغازی (۲۰۱۶)
- پنجاه طیف تاریک‌تر (۲۰۱۷)
- فیلم پونی کوچولو (۲۰۱۷)
- پنجاه طیف آزادی (۲۰۱۸)
- بزرگتر (۲۰۱۸)
- ایلای (۲۰۱۹)
- نوار مناقصه (۲۰۲۱)
- اوزیریس (۲۰۲۵)

### تلویزیون
- واکر، رنجر تگزاس (۱۹۹۶)
- سی‌اس‌آی (۲۰۱۱، ۲۰۰۳)
- ۲۴ (۲۰۰۳)
- سی‌اس‌آی: میامی (۲۰۰۵–۲۰۰۳)
- یگان (۲۰۰۹–۲۰۰۶)
- یقه سفید (۲۰۱۰)
- هاوایی فایو-زیرو (۲۰۱۰)
- کسل (۲۰۱۱)
- انتقام (۲۰۱۲–۲۰۱۱)
- ذهن‌های جنایتکار (۲۰۱۱)
- روان‌کاو (۲۰۱۲)
- مظنون (۲۰۱۳)
- ان‌سی‌آی‌اس: لس آنجلس (۲۰۱۹–۲۰۱۸)
- پاکسازی (۲۰۱۹)